# Taxa camarae
Taxa Camarae или Taxa Camerae — сборник тарифов за совершение Римско-католической церковью таинства отпущения различных грехов, как прошлых, так и будущих, который, как сообщается, был издан в 1517 году Папой Римским Львом X. Текст опубликован испанским журналистом и писателем Пепе Родригесом (исп. Pepe Rodríguez) в его антиклерикальной книге «Фундаментальная ложь католической церкви» (исп. Mentiras Fundamentales de la Iglesia Católica).

## Дискуссия о подлинности документа
Книга Пепе Родригеса пользовалась получила большую популярность и множество откликов от людей, ранее не знавших об этом. Однако подлинность Taxa Camarae до сих пор остаётся дискуссионной. В книге Родригеса не даётся корректной библиографической ссылки на источник, откуда был получен оригинальный текст этого спорного исторического документа. В настоящее время акты римских пап за прошлые века опубликованы в открытой печати в различных сборниках, прежде всего Bullarium romanum, но Taxa Camarae среди них нет. Да и во время своего действия папские акты копировались в сотнях экземпляров, каждый из которых заверялся подписью и печатью Римской курии, и рассылались по учреждениям Католической церкви по всему миру.
Ни оригинал Taxa Camarae, ни достоверно датированные списки с него, сделанные в прошлые века, до сих пор не обнаружены. Некоторые историки просили Пепе Родригеса показать им оригинал документа или другое надёжное свидетельство его существования, но он не смог ничего такого показать и в конец концов согласился признать Taxa Camarae «сомнительным».
Родригес утверждал, что оригинал Taxa Camarae до сих пор спрятан в секретном архиве Ватикана и совершенно недоступен посторонним людям. Но если такие тарифы на отпущение грехов действительно применялись католическими священнослужителями, у каждого из них должна была иметься копия этого папского акта, и непонятно, как потом все эти копии могли бесследно исчезнуть. Если все копии были потом уничтожены либо помещены в такие сверхсекретные архивы, непонятно, каким образом Родригесу или кому-то другому удалось получить текст документа; Родригес ничего не пишет о том, когда и при каких обстоятельствах это произошло.
Группа исследователей занималась этим вопросом и опубликовала результаты исследований на сайте www.apologetica.org. Они переписывались с Пепе Родригесом (и затем опубликовали переписку на том же сайте), просили того представить имеющийся у него оригинальный документ, на котором он основывался, или его качественную копию. Родригес заявил, что у него были фотокопии перевода Taxa Camarae на французский язык, сейчас уже выцветшие. Никакую копию этого французского текста или ссылку на исторически надёжную публикацию он так и не представил.
Неизвестны публикации работ профессиональных историков или официальных ответов Ватикана, которые позволили бы прояснить вопрос о достоверности или недостоверности Taxa Camarae, но этот вопрос остаётся предметом жарких споров между некоторыми сторонниками и некоторыми противниками религии и церкви.
Но уже известны другие тарифы, установленные Римской курией в эпоху Возрождения. Они представляли собой что-то вроде пошлин, взимаемых церковными чиновниками за оформление тех или других канонических документов в хорошем качестве, и не были расценками на отпущение конкретных грехов. Сейчас эти тарифы открыто опубликованы, но они уже не действуют в Католической церкви, сотрудники офисов которой сейчас получают ежемесячные зарплаты, не зависящие от количества оформленных документов.
Подобные тарифы действовали, конечно, и при Льве X. Но, как утверждает Н. Сторти (N. Storti), протестанты с целью антикатолической пропаганды так перефразировали и истолковали сборники тарифов Католической церкви, чтобы представить её исключительно продажной и симонической, готовой дать всё богатым за деньги и безжалостно отвергающей бедных.
Со времён Реформации в протестантских странах было опубликована немало католических сборников тарифов, в том числе умышленно искажённых с целью дискредитации Католической церкви; те публикации историками признаются полезными для изучения конфликтов между католиками и протестантами тех времён. Но напечатанная Пепе Родригесом Taxa Camarae не совпадает ни с одной из тех публикаций; вопрос о том, кем и когда был составлен текст, опубликованный Родригесом, остаётся без ответа.